# Trimalaconothrus nodosus
Trimalaconothrus nodosus är en kvalsterart som beskrevs av Yamamoto 1997. Trimalaconothrus nodosus ingår i släktet Trimalaconothrus och familjen Malaconothridae. Inga underarter finns listade i Catalogue of Life.